# Coppa Italia 2007-2008 (pallavolo femminile)
La Coppa Italia di pallavolo femminile 2007-2008 è stata la 30ª edizione della coppa nazionale d'Italia e si è svolta dal 20 ottobre 2007 al 30 marzo 2008. Alla competizione hanno partecipato 28 squadre e la vittoria finale è andata per la quinta volta al Volley Bergamo.

## Squadre partecipanti
| - Altamura - Bergamo - Busto Arsizio - Castelfidardo - Castellana Grotte - Chieri - Spes Conegliano | - Esperia - Forlì - Giannino Pieralisi - Life Milano - Brunelli - Asystel - Ostiano | - Parma - Villanterio - Sirio Perugia - Robursport Pesaro - River - Roma - Virtus Roma | - San Vito - Santa Croce - Santeramo - Sassuolo - Robur Tiboni Urbino - Volta - Vicenza |

## Torneo

### Tabellone
|  | Playoff            | Playoff            |             |                    | Quarti di finale | Quarti di finale  |   |                 | Semifinali      | Semifinali |  |  | Finale | Finale |
|  |                    |                    |             |                    |                  |                   |   |                 |                 |            |  |  |        |        |
|  |                    |                    |             |                    |                  |                   |   |                 |                 |            |  |  |        |        |
|  |                    |                    |             |                    |                  |                   |   |                 |                 |            |  |  |        |        |
|  | Asystel            | 2                  |             |                    |                  |                   |   |                 |                 |            |  |  |        |        |
|  | Asystel            | 2                  | Life Milano | 2 - 0              |                  |                   |   |                 |                 |            |  |  |        |        |
|  |                    | Busto Arsizio      | Life Milano | 2 - 0              | 3                |                   |   |                 |                 |            |  |  |        |        |
|  | Busto Arsizio      | Busto Arsizio      | 3 - 3       |                    | 3                | Busto Arsizio     | 0 |                 |                 |            |  |  |        |        |
|  | Busto Arsizio      |                    | 3 - 3       |                    |                  | Busto Arsizio     | 0 |                 |                 |            |  |  |        |        |
|  |                    |                    |             | Robursport Pesaro  | 3                |                   |   |                 |                 |            |  |  |        |        |
|  | Robursport Pesaro  | 3                  |             | Robursport Pesaro  | 3                |                   |   |                 |                 |            |  |  |        |        |
|  | Robursport Pesaro  | 3                  | Sassuolo    | 2 - 3              |                  |                   |   |                 |                 |            |  |  |        |        |
|  |                    | Sassuolo           | Sassuolo    | 2 - 3              | 0                |                   |   |                 |                 |            |  |  |        |        |
|  | Santeramo          | Sassuolo           | 3 - 2       |                    | 0                | Robursport Pesaro | 2 |                 |                 |            |  |  |        |        |
|  | Santeramo          |                    | 3 - 2       |                    |                  | Robursport Pesaro | 2 |                 |                 |            |  |  |        |        |
|  |                    |                    |             | Bergamo            | 3                |                   |   |                 |                 |            |  |  |        |        |
|  | Bergamo            | 3                  |             | Bergamo            | 3                |                   |   |                 |                 |            |  |  |        |        |
|  | Bergamo            | 3                  | Chieri      | 3 - 3              |                  |                   |   |                 |                 |            |  |  |        |        |
|  |                    | Chieri             | Chieri      | 3 - 3              | 0                |                   |   |                 |                 |            |  |  |        |        |
|  | Altamura           | Chieri             | 0 - 2       |                    | 0                | Bergamo           | 3 | Finale 3º posto | Finale 3º posto |            |  |  |        |        |
|  | Altamura           |                    | 0 - 2       |                    |                  | Bergamo           | 3 | Finale 3º posto | Finale 3º posto |            |  |  |        |        |
|  |                    |                    |             | Giannino Pieralisi | 2                |                   |   |                 |                 |            |  |  |        |        |
|  | Sirio Perugia      | 0                  |             | Giannino Pieralisi | 2                |                   |   |                 |                 |            |  |  |        |        |
|  | Sirio Perugia      | 0                  | Vicenza     | 0 - 0              |                  |                   | - | -               |                 |            |  |  |        |        |
|  |                    | Giannino Pieralisi | Vicenza     | 0 - 0              | 3                |                   | - | -               |                 |            |  |  |        |        |
|  | Giannino Pieralisi | Giannino Pieralisi | 3 - 3       |                    | 3                | -                 | - |                 |                 |            |  |  |        |        |
|  | Giannino Pieralisi |                    | 3 - 3       |                    |                  | -                 | - |                 |                 |            |  |  |        |        |

### Risultati

#### Girone A

##### Risultati
| 21 ottobre 2007 - ore 18:00 PalaDalLago, Novara                     | Asystel         | 2 - 3 | Brunelli        | 19-25, 22-25, 25-22, 28-26, 12-15 |
| 21 ottobre 2007 - ore 18:00 Palasport Giovanni Paolo II, Conegliano | Spes Conegliano | 3 - 0 | Ostiano         | 25-22, 25-22, 25-18               |
| 24 ottobre 2007 - ore 20:30 PalaDalLago, Novara                     | Asystel         | 3 - 1 | Ostiano         | 25-22, 18-25, 25-22, 25-18        |
| 24 ottobre 2007 - ore 20:30 Palazzetto dello Sport, Nocera Umbra    | Brunelli        | 2 - 3 | Spes Conegliano | 25-27, 14-25, 25-23, 26-24, 9-15  |
| 28 ottobre 2007 - ore 17:30 Palasport Comunale, Curtatone           | Ostiano         | 3 - 2 | Brunelli        | 29-27, 17-25, 25-22, 23-25, 15-13 |
| 28 ottobre 2007 - ore 17:30 Palasport Giovanni Paolo II, Conegliano | Spes Conegliano | 3 - 1 | Asystel         | 15-25, 25-20, 25-13, 25-23        |
| 4 novembre 2007 - ore 17:00 Palasport Comunale, Curtatone           | Ostiano         | 2 - 3 | Asystel         | 25-17, 25-22, 23-25, 20-25, 14-16 |
| 4 novembre 2007 - ore 17:30 Palasport Giovanni Paolo II, Conegliano | Spes Conegliano | 1 - 3 | Brunelli        | 25-23, 24-26, 25-27, 18-25        |
| 11 novembre 2007 - ore 17:30 Palazzetto dello Sport, Nocera Umbra   | Brunelli        | 3 - 1 | Ostiano         | 24-26, 25-19, 25-20, 25-22        |
| 11 novembre 2007 - ore 17:30 PalaDalLago, Novara                    | Asystel         | 3 - 0 | Spes Conegliano | 25-21, 25-15, 25-17               |
| 18 novembre 2007 - ore 17:30 Palazzetto dello Sport, Nocera Umbra   | Brunelli        | 0 - 3 | Asystel         | 21-25, 22-25, 17-25               |
| 18 novembre 2007 - ore 17:30 Palasport Comunale, Curtatone          | Ostiano         | 3 - 1 | Spes Conegliano | 25-17, 25-19, 19-25, 25-22        |

##### Classifica
| Pos. | Squadra         | Pt | G | V | P | SV | SP | Ratio | PF  | PS  | Ratio |
| ---- | --------------- | -- | - | - | - | -- | -- | ----- | --- | --- | ----- |
| 1.   | Asystel         | 12 | 6 | 4 | 2 | 15 | 9  | 1.666 | 535 | 510 | 1.049 |
| 2.   | Brunelli        | 10 | 6 | 3 | 3 | 13 | 13 | 1.000 | 584 | 583 | 1.001 |
| 3.   | Spes Conegliano | 8  | 6 | 3 | 3 | 11 | 12 | 0.916 | 507 | 512 | 0.990 |
| 4.   | Ostiano         | 6  | 6 | 2 | 4 | 10 | 15 | 0.666 | 546 | 567 | 0.962 |

#### Girone B

##### Risultati
| 20 ottobre 2007 - ore 20:30 PalaGrotte, Castellana Grotte      | Castellana Grotte  | 1 - 3 | Castelfidardo      | 17-25, 25-17, 16-25, 23-25        |
| 21 ottobre 2007 - ore 18:00 PalaTriccoli, Jesi                 | Giannino Pieralisi | 3 - 0 | Roma               | 25-17, 25-18, 25-23               |
| 24 ottobre 2007 - ore 20:30 PalaTriccoli, Jesi                 | Giannino Pieralisi | 3 - 0 | Castelfidardo      | 25-22, 25-21, 25-12               |
| 24 ottobre 2007 - ore 20:30 PalaFonte, Roma                    | Roma               | 2 - 3 | Castellana Grotte  | 25-22, 23-25, 16-25, 25-20, 12-15 |
| 28 ottobre 2007 - ore 17:30 Palasport Comunale, Castelfidardo  | Castelfidardo      | 0 - 3 | Roma               | 20-25, 26-28, 14-25               |
| 28 ottobre 2007 - ore 17:30 PalaGrotte, Castellana Grotte      | Castellana Grotte  | 1 - 3 | Giannino Pieralisi | 22-25, 25-19, 18-25, 14-25        |
| 4 novembre 2007 - ore 17:30 Palasport Comunale, Castelfidardo  | Castelfidardo      | 0 - 3 | Giannino Pieralisi | 24-26, 18-25, 21-25               |
| 4 novembre 2007 - ore 17:30 PalaGrotte, Castellana Grotte      | Castellana Grotte  | 2 - 3 | Roma               | 25-22, 25-23, 19-25, 21-25, 12-25 |
| 11 novembre 2007 - ore 17:30 PalaFonte, Roma                   | Roma               | 2 - 3 | Castelfidardo      | 17-25, 25-23, 25-23, 20-25, 13-15 |
| 11 novembre 2007 - ore 17:30 PalaTriccoli, Jesi                | Giannino Pieralisi | 3 - 0 | Castellana Grotte  | 25-18, 25-23, 25-22               |
| 17 novembre 2007 - ore 17:00 Palasport Comunale, Castelfidardo | Castelfidardo      | 3 - 0 | Castellana Grotte  | 25-23, 25-23, 25-19               |
| 18 novembre 2007 - ore 17:30 PalaFonte, Roma                   | Roma               | 1 - 3 | Giannino Pieralisi | 25-27, 27-25, 21-25, 26-28        |

##### Classifica
| Pos. | Squadra            | Pt | G | V | P | SV | SP | Ratio | PF  | PS  | Ratio |
| ---- | ------------------ | -- | - | - | - | -- | -- | ----- | --- | --- | ----- |
| 1.   | Giannino Pieralisi | 18 | 6 | 6 | 0 | 18 | 2  | 9.000 | 500 | 417 | 1.199 |
| 2.   | Castelfidardo      | 8  | 6 | 3 | 3 | 9  | 12 | 0.750 | 456 | 475 | 0.960 |
| 3.   | Roma               | 8  | 6 | 2 | 4 | 11 | 14 | 0.785 | 546 | 560 | 0.975 |
| 4.   | Castellana Grotte  | 3  | 6 | 1 | 5 | 7  | 17 | 0.411 | 497 | 447 | 1.111 |

#### Girone C

##### Risultati
| 20 ottobre 2007 - ore 20:30 PalaSomenzi, Cremona                 | Esperia           | 1 - 3 | Santeramo         | 12-25, 25-22, 19-25, 13-25        |
| 21 ottobre 2007 - ore 18:00 PalaDionigi, Sant'Angelo in Lizzola  | Robursport Pesaro | 3 - 0 | Virtus Roma       | 25-22, 25-12, 25-21               |
| 24 ottobre 2007 - ore 20:30 PalaDionigi, Sant'Angelo in Lizzola  | Robursport Pesaro | 1 - 3 | Esperia           | 25-18, 20-25, 16-25, 23-25        |
| 24 ottobre 2007 - ore 20:30 PalaCooper, Santeramo in Colle       | Santeramo         | 3 - 0 | Virtus Roma       | 25-19, 25-20, 25-18               |
| 27 ottobre 2007 - ore 20:30 Palazzetto dello Sport, Colleferro   | Virtus Roma       | 1 - 3 | Esperia           | 25-23, 21-25, 14-25, 15-25        |
| 28 ottobre 2007 - ore 17:30 PalaCooper, Santeramo in Colle       | Santeramo         | 3 - 1 | Robursport Pesaro | 25-18, 25-19, 21-25, 25-18        |
| 4 novembre 2007 - ore 17:30 PalaBertoni, Crema                   | Esperia           | 2 - 3 | Robursport Pesaro | 21-25, 25-16, 21-25, 25-23, 14-16 |
| 4 novembre 2007 - ore 17:30 Palazzetto dello Sport, Colleferro   | Virtus Roma       | 1 - 3 | Santeramo         | 15-25, 25-23, 18-25, 9-25         |
| 11 novembre 2007 - ore 17:30 PalaDionigi, Sant'Angelo in Lizzola | Robursport Pesaro | 3 - 1 | Santeramo         | 26-24, 25-20, 24-26, 27-25        |
| 11 novembre 2007 - ore 17:30 PalaSomenzi, Cremona                | Esperia           | 3 - 0 | Virtus Roma       | 25-16, 25-22, 25-18               |
| 17 novembre 2007 - ore 20:30 Palazzetto dello Sport, Colleferro  | Virtus Roma       | 1 - 3 | Robursport Pesaro | 18-25, 21-25, 28-26, 22-25        |
| 18 novembre 2007 - ore 16:30 PalaCooper, Santeramo in Colle      | Santeramo         | 3 - 0 | Esperia           | 25-21, 25-11, 25-16               |

##### Classifica
| Pos. | Squadra           | Pt | G | V | P | SV | SP | Ratio | PF  | PS  | Ratio |
| ---- | ----------------- | -- | - | - | - | -- | -- | ----- | --- | --- | ----- |
| 1.   | Santeramo         | 15 | 6 | 5 | 1 | 16 | 6  | 2.666 | 536 | 423 | 1.267 |
| 2.   | Robursport Pesaro | 11 | 6 | 4 | 2 | 14 | 10 | 1.400 | 547 | 534 | 1.024 |
| 3.   | Esperia           | 10 | 6 | 3 | 3 | 12 | 11 | 1.090 | 489 | 492 | 0.993 |
| 4.   | Virtus Roma       | 0  | 6 | 0 | 6 | 3  | 18 | 0.166 | 399 | 522 | 0.764 |

#### Girone D

##### Risultati
| 20 ottobre 2007 - ore 20:30 PalaParenti, Santa Croce sull'Arno | Santa Croce | 0 - 3 | Bergamo     | 16-25, 24-26, 21-25               |
| 21 ottobre 2007 - ore 18:00 PalaGalassi, Forlì                 | Forlì       | 2 - 3 | Life Milano | 18-25, 19-25, 25-12, 25-19, 7-15  |
| 24 ottobre 2007 - ore 20:30 PalaNorda, Bergamo                 | Bergamo     | 3 - 1 | Forlì       | 26-24, 22-25, 25-19, 28-26        |
| 24 ottobre 2007 - ore 20:30 PalaLido, Milano                   | Life Milano | 0 - 3 | Santa Croce | 22-25, 25-27, 23-25               |
| 27 ottobre 2007 - ore 20:30 PalaLido, Milano                   | Life Milano | 2 - 3 | Bergamo     | 18-25, 25-22, 25-19, 16-25, 16-18 |
| 28 ottobre 2007 - ore 17:30 PalaParenti, Santa Croce sull'Arno | Santa Croce | 1 - 3 | Forlì       | 31-29, 18-25, 18-25, 18-25        |
| 3 novembre 2007 - ore 20:30 PalaGalassi, Forlì                 | Forlì       | 0 - 3 | Bergamo     | 24-26, 15-25, 18-25               |
| 4 novembre 2007 - ore 17:30 PalaParenti, Santa Croce sull'Arno | Santa Croce | 0 - 3 | Life Milano | 23-25, 23-25, 22-25               |
| 11 novembre 2007 - ore 17:30 PalaLido, Milano                  | Life Milano | 3 - 0 | Forlì       | 25-20, 25-19, 25-23               |
| 11 novembre 2007 - ore 17:30 PalaNorda, Bergamo                | Bergamo     | 3 - 1 | Santa Croce | 25-17, 25-22, 22-25, 25-11        |
| 18 novembre 2007 - ore 18:30 PalaNorda, Bergamo                | Bergamo     | 1 - 3 | Life Milano | 23-25, 25-19, 20-25, 23-25        |
| 18 novembre 2007 - ore 17:30 PalaGalassi, Forlì                | Forlì       | 3 - 0 | Santa Croce | 25-15, 25-21, 25-11               |

##### Classifica
| Pos. | Squadra     | Pt | G | V | P | SV | SP | Ratio | PF  | PS  | Ratio |
| ---- | ----------- | -- | - | - | - | -- | -- | ----- | --- | --- | ----- |
| 1.   | Bergamo     | 14 | 6 | 5 | 1 | 16 | 7  | 2.285 | 550 | 481 | 1.143 |
| 2.   | Life Milano | 12 | 6 | 4 | 2 | 14 | 9  | 1.555 | 510 | 501 | 1.017 |
| 3.   | Forlì       | 7  | 6 | 2 | 4 | 9  | 13 | 0.629 | 486 | 480 | 0.987 |
| 4.   | Santa Croce | 3  | 6 | 1 | 5 | 5  | 15 | 0.333 | 413 | 497 | 0.830 |

#### Girone E

##### Risultati
| 21 ottobre 2007 - ore 18:00 PalaEvangelisti, Perugia    | Sirio Perugia | 3 - 1 | Pavia         | 21-25, 25-22, 25-16, 25-14        |
| 21 ottobre 2007 - ore 18:00 PalaValle, Volta Mantovana  | Volta         | 3 - 2 | Sassuolo      | 23-25, 25-22, 34-32, 16-25, 15-11 |
| 24 ottobre 2007 - ore 20:30 PalaPaganelli, Sassuolo     | Sassuolo      | 3 - 1 | Sirio Perugia | 25-20, 12-25, 25-18, 25-22        |
| 24 ottobre 2007 - ore 20:30 PalaRavizza, Pavia          | Pavia         | 3 - 1 | Volta         | 29-31, 25-17, 25-15, 25-14        |
| 28 ottobre 2007 - ore 17:30 PalaValle, Volta Mantovana  | Volta         | 0 - 3 | Sirio Perugia | 27-29, 21-25, 22-25               |
| 28 ottobre 2007 - ore 17:30 PalaPaganelli, Sassuolo     | Sassuolo      | 3 - 0 | Pavia         | 25-20, 25-16, 25-22               |
| 4 novembre 2007 - ore 17:30 PalaEvangelisti, Perugia    | Sirio Perugia | 2 - 3 | Volta         | 25-15, 19-25, 21-25, 25-23, 13-15 |
| 4 novembre 2007 - ore 17:30 PalaRavizza, Pavia          | Pavia         | 0 - 3 | Sassuolo      | 15-25, 18-25, 15-25               |
| 11 novembre 2007 - ore 17:30 PalaEvangelisti, Perugia   | Sirio Perugia | 3 - 0 | Sassuolo      | 25-14, 25-16, 25-15               |
| 11 novembre 2007 - ore 17:30 PalaValle, Volta Mantovana | Volta         | 3 - 1 | Pavia         | 22-25, 25-23, 25-15, 25-21        |
| 18 novembre 2007 - ore 17:30 PalaRavizza, Pavia         | Pavia         | 0 - 3 | Sirio Perugia | 20-25, 17-25, 14-25               |
| 18 novembre 2007 - ore 17:30 PalaPaganelli, Sassuolo    | Sassuolo      | 3 - 2 | Volta         | 25-21, 17-25, 25-16, 25-27, 17-15 |

##### Classifica
| Pos. | Squadra       | Pt | G | V | P | SV | SP | Ratio | PF  | PS  | Ratio |
| ---- | ------------- | -- | - | - | - | -- | -- | ----- | --- | --- | ----- |
| 1.   | Sirio Perugia | 13 | 6 | 4 | 2 | 15 | 7  | 2.142 | 513 | 433 | 1.184 |
| 2.   | Sassuolo      | 12 | 6 | 4 | 2 | 14 | 9  | 1.555 | 506 | 483 | 1.047 |
| 3.   | Volta         | 8  | 6 | 3 | 3 | 12 | 14 | 0.857 | 564 | 594 | 0.949 |
| 4.   | Villanterio   | 3  | 6 | 1 | 5 | 5  | 16 | 0.312 | 422 | 495 | 0.852 |

#### Girone F

##### Risultati
| 21 ottobre 2007 - ore 18:00 PalaMaddalene, Chieri                   | Chieri              | 3 - 0 | San Vito            | 25-10, 25-23, 25-16               |
| 21 ottobre 2007 - ore 18:00 PalaMondolce, Urbino                    | Robur Tiboni Urbino | 1 - 3 | Busto Arsizio       | 15-25, 27-25, 16-25, 20-25        |
| 24 ottobre 2007 - ore 20:30 PalaYamamay, Busto Arsizio              | Busto Arsizio       | 3 - 1 | Chieri              | 25-22, 25-16, 24-26, 25-14        |
| 24 ottobre 2007 - ore 20:30 PalaMondolce, Urbino                    | Robur Tiboni Urbino | 3 - 1 | San Vito            | 13-25, 26-24, 25-15, 25-20        |
| 28 ottobre 2007 - ore 17:30 PalaMacchitella, San Vito dei Normanni  | San Vito            | 0 - 3 | Busto Arsizio       | 19-25, 17-25, 14-25               |
| 28 ottobre 2007 - ore 17:30 PalaMaddalene, Chieri                   | Chieri              | 3 - 1 | Robur Tiboni Urbino | 25-13, 25-18, 20-25, 25-16        |
| 4 novembre 2007 - ore 17:30 PalaYamamay, Busto Arsizio              | Busto Arsizio       | 3 - 0 | San Vito            | 25-21, 25-13, 25-16               |
| 4 novembre 2007 - ore 17:30 PalaMondolce, Urbino                    | Robur Tiboni Urbino | 2 - 3 | Chieri              | 25-20, 23-25, 26-28, 25-21, 9-15  |
| 11 novembre 2007 - ore 17:30 PalaMaddalene, Chieri                  | Chieri              | 3 - 2 | Busto Arsizio       | 21-25, 25-20, 25-20, 22-25, 15-8  |
| 11 novembre 2007 - ore 17:30 PalaMacchitella, San Vito dei Normanni | San Vito            | 3 - 2 | Robur Tiboni Urbino | 25-20, 16-25, 25-17, 21-25, 18-16 |
| 18 novembre 2007 - ore 17:30 PalaMacchitella, San Vito dei Normanni | San Vito            | 0 - 3 | Chieri              | 10-25, 24-26, 20-25               |
| 18 novembre 2007 - ore 17:30 PalaYamamay, Busto Arsizio             | Busto Arsizio       | 3 - 0 | Robur Tiboni Urbino | 25-18, 26-24, 25-11               |

##### Classifica
| Pos. | Squadra             | Pt | G | V | P | SV | SP | Ratio | PF  | PS  | Ratio |
| ---- | ------------------- | -- | - | - | - | -- | -- | ----- | --- | --- | ----- |
| 1.   | Busto Arsizio       | 16 | 6 | 5 | 1 | 17 | 5  | 3.400 | 523 | 417 | 1.254 |
| 2.   | Chieri              | 13 | 6 | 5 | 1 | 16 | 8  | 2.000 | 541 | 480 | 1.127 |
| 3.   | Robur Tiboni Urbino | 5  | 6 | 1 | 5 | 9  | 16 | 0.562 | 503 | 569 | 0.884 |
| 4.   | San Vito            | 2  | 6 | 1 | 5 | 4  | 17 | 0.235 | 392 | 493 | 0.795 |

#### Girone G

##### Risultati
| 21 ottobre 2007 - ore 18:00 PalaRaschi, Parma          | Parma    | 1 - 3 | Vicenza  | 24-26, 21-25, 25-19, 21-25        |
| 21 ottobre 2007 - ore 18:00 PalaFranzanti, Piacenza    | River    | 0 - 3 | Altamura | 23-25, 26-25, 13-25               |
| 24 ottobre 2007 - ore 20:30 PalaBaldassarra, Altamura  | Altamura | 3 - 0 | Parma    | 25-21, 25-21, 25-19               |
| 24 ottobre 2007 - ore 20:30 PalaRuggi, Imola           | Vicenza  | 3 - 1 | River    | 21-25, 25-17, 29-25, 25-17        |
| 28 ottobre 2007 - ore 17:30 PalaRuggi, Imola           | Vicenza  | 3 - 1 | Altamura | 28-26, 20-25, 25-13, 25-21        |
| 28 ottobre 2007 - ore 17:30 PalaRaschi, Parma          | Parma    | 0 - 3 | River    | 21-25, 18-25, 27-25               |
| 4 novembre 2007 - ore 17:30 PalaRaschi, Parma          | Parma    | 3 - 0 | Altamura | 25-20, 25-19, 27-25               |
| 4 novembre 2007 - ore 17:30 PalaFranzanti, Piacenza    | River    | 2 - 3 | Vicenza  | 25-22, 11-25, 24-26, 25-20, 18-20 |
| 11 novembre 2007 - ore 17:30 PalaRuggi, Imola          | Vicenza  | 1 - 3 | Parma    | 22-25, 25-16, 21-25, 20-25        |
| 11 novembre 2007 - ore 17:30 PalaBaldassarra, Altamura | Altamura | 3 - 0 | River    | 25-17, 25-22, 25-23               |
| 18 novembre 2007 - ore 17:30 PalaBaldassarra, Altamura | Altamura | 3 - 1 | Vicenza  | 29-27, 25-18, 19-25, 25-22        |
| 18 novembre 2007 - ore 17:30 PalaFranzanti, Piacenza   | River    | 2 - 3 | Parma    | 25-23, 25-21, 23-25, 20-25, 9-15  |

##### Classifica
| Pos. | Squadra  | Pt | G | V | P | SV | SP | Ratio | PF  | PS  | Ratio |
| ---- | -------- | -- | - | - | - | -- | -- | ----- | --- | --- | ----- |
| 1.   | Altamura | 12 | 6 | 4 | 2 | 13 | 7  | 1.857 | 472 | 442 | 1.067 |
| 2.   | Vicenza  | 11 | 6 | 4 | 2 | 14 | 11 | 1.272 | 586 | 554 | 1.057 |
| 3.   | Parma    | 8  | 6 | 3 | 3 | 10 | 12 | 0.833 | 495 | 503 | 0.984 |
| 4.   | River    | 5  | 6 | 1 | 5 | 8  | 15 | 0.533 | 484 | 538 | 0.899 |

#### Ottavi di finale

##### Andata
| 16 gennaio 2008 - ore 20:30 PalaRuggi, Imola        | Vicenza     | 0 - 3 | Giannino Pieralisi | 18-25, 21-25, 19-25               |
| 16 gennaio 2008 - ore 20:30 PalaLido, Milano        | Life Milano | 2 - 3 | Busto Arsizio      | 25-17, 18-25, 19-25, 25-14, 11-15 |
| 16 gennaio 2008 - ore 20:30 PalaPaganelli, Sassuolo | Sassuolo    | 2 - 3 | Santeramo          | 23-25, 25-22, 28-26, 23-25, 11-15 |
| 16 gennaio 2008 - ore 20:30 PalaMaddalene, Chieri   | Chieri      | 3 - 0 | Altamura           | 25-23, 25-18, 25-18               |

##### Ritorno
| 19 gennaio 2008 - ore 20:30 PalaTriccoli, Jesi             | Giannino Pieralisi | 3 - 0 | Vicenza     | 25-18, 25-20, 25-20               |
| 20 gennaio 2008 - ore 17:30 PalaYamamay, Busto Arsizio     | Busto Arsizio      | 3 - 0 | Life Milano | 25-22, 25-14, 25-13               |
| 20 gennaio 2008 - ore 17:30 PalaCooper, Santeramo in Colle | Santeramo          | 2 - 3 | Sassuolo    | 25-23, 25-23, 17-25, 21-25, 9-15  |
| 20 gennaio 2008 - ore 17:30 PalaBaldassarra, Altamura      | Altamura           | 2 - 3 | Chieri      | 18-25, 18-25, 25-21, 25-20, 13-15 |

#### Quarti di finale
| 28 marzo 2008 - ore 12:30 PalaSavena, San Lazzaro di Savena | Asystel           | 2 - 3 | Busto Arsizio      | 25-21, 20-25, 25-19, 24-26, 8-15 |
| 28 marzo 2008 - ore 15:00 PalaSavena, San Lazzaro di Savena | Robursport Pesaro | 3 - 0 | Sassuolo           | 25-15, 25-19, 25-18              |
| 28 marzo 2008 - ore 18:45 PalaSavena, San Lazzaro di Savena | Bergamo           | 3 - 0 | Chieri             | 25-20, 25-17, 25-12              |
| 28 marzo 2008 - ore 21:00 PalaSavena, San Lazzaro di Savena | Sirio Perugia     | 0 - 3 | Giannino Pieralisi | 15-25, 23-25, 22-25              |

#### Semifinali
| 29 marzo 2008 - ore 16:15 PalaSavena, San Lazzaro di Savena | Busto Arsizio | 0 - 3 | Robursport Pesaro  | 17-25, 15-25, 10-25               |
| 29 marzo 2008 - ore 18:30 PalaSavena, San Lazzaro di Savena | Bergamo       | 3 - 2 | Giannino Pieralisi | 22-25, 25-14, 30-28, 20-25, 17-15 |

#### Finale
| 30 marzo 2008 - ore 18:00 PalaSavena, San Lazzaro di Savena | Robursport Pesaro | 2 - 3 | Bergamo | 25-22, 22-25, 25-19, 27-29, 16-18 |